# Milionia flammula
Milionia flammula là một loài bướm đêm trong họ Geometridae.